# If There's a Rocket Tie Me to It
"If There's a Rocket Tie Me to It" é uma canção da banda de rock Snow Patrol do seu quinto álbum A Hundred Million Suns. O single foi lançado em 9 de Março de 2009.
O vídeo para a música estreou em Fevereiro na AOL Video.

## Faixas
- 7" Vinil:[2]

A: "If There's a Rocket Tie Me to It" – 4:15
B: "In a Dream I Saw Satellites" (Garageband Demo) – 2:53
- Holanda iTunes Download Digital:[3]

1. "If There's a Rocket Tie Me to It" – 4:19
2. "In a Dream I Saw Satellites" (Garageband Demo) – 2:57

- UK/Irlanda iTunes Digital Download:[4][5]

1. "If There's a Rocket Tie Me to It" – 4:19
2. "If There's a Rocket Tie Me to It" (Video) – 3:40

The video for "If There's a Rocket Tie Me to It" uses the radio edit of the song.
- Promo CD:[6]

1. "If There's a Rocket Tie Me to It" (versão do rádio) – 3:37

## Paradas musicais
| Paradas (2009)   | Melhor posição |
| ---------------- | -------------- |
| UK Airplay Chart | 36             |
| UK Singles Chart | 133            |